# Jan-Peter Peckolt
Jan-Peter Peckolt (ur. 4 maja 1981 w Ludwigshafen am Rhein) – niemiecki żeglarz sportowy, brązowy medalista olimpijski, wicemistrz Europy.
Brązowy medalista igrzysk olimpijskich w 2008 roku w klasie 49er, razem z bratem Hannesem Peckoltem. Zdobywca srebrnego medalu mistrzostw Europy w 2007 roku.